# Dark Waters (Arrow)
Dark Waters es el noveno episodio de la cuarta temporada y septuagésimo octavo episodio a lo largo de la serie de televisión estadounidense de drama y ciencia ficción, Arrow. El episodio fue escrito por Wendy Mericle y Ben Sokolowski y dirigido por John Behring. Fue estrenado el 9 de diciembre de 2015 en Estados Unidos por la cadena The CW.
Después de que la ciudad es atacada de nuevo, Oliver hace un peligroso movimiento contra H.I.V.E. Mientras tanto, Malcolm aparece en la ciudad para vigilar a Thea y le hace una seria advertencia. Finalmente, las cosas toman un giro inesperado cuando Darhk responde de manera violenta al ataque de Oliver.

## Elenco
- Stephen Amell como Oliver Queen/Flecha Verde.
- Katie Cassidy como Laurel Lance/Canario Negro.
- David Ramsey como John Diggle.
- Willa Holland como Thea Queen/Speedy.
- Emily Bett Rickards como Felicity Smoak.
- John Barrowman como Malcolm Merlyn/Arquero Oscuro.
- Paul Blackthorne como el capitán Quentin Lance.

## Continuidad
- Este episodio es el final de mitad de temporada de la serie.
- Donna Smoak y Curtis Holt fueron vistos anteriormente en Lost Souls.
- Quentin Lance, Andy Diggle, Conklin, Taiana y Álex Davis fueron vistos anteriormente en Brotherhood.
- Donna encuentra el anillo de compromiso que Oliver le iba a dar Felicity.
- Felicity descubre que Quentin y Donna mantienen una relación.
- Oliver le pide matrimonio a Felicity.
- Felicity es herida tras el ataque de Damien Darhk.

## Desarrollo

### Producción
La producción de este episodio comenzó el 5 de octubre y terminó el 14 de octubre de 2015.

### Filmación
El episodio fue filmado del 15 de octubre al 27 de octubre de 2015.